# Портовьехо
Портовьехо (исп. Puertoviejo, Portoviejo) — город в Эквадоре, столица провинции Манаби. Находится в 30 км от Тихоокеанского побережья. Также известный как город «Королевских Деревьев Индийского финика» из-за красивых деревьев, найденных в области.
Портовьехо — главный политический и экономичный центр реки «Долина Портовьехо», которая также включает кантоны Санта-Ана и Rocafuerte, где каждый год культивируется порядка 110 квадратных километров земель.
В долине выращивают помидоры, лук, перец, банан, манго и другие тропические фрукты. Город, который был затронут экономичным кризисом в восьмидесятых и девяностых, теперь оправляется, но серьёзные ограничения бюджета и огромный уровень безработицы делают восстановление сложным для местных властей. Местные жители являются очень дружественными и кажутся хорошо образованными.
В Портовьехо зародилась традиционная кухня Манаби, которая хорошо известна в Эквадоре. Она представлена в большинстве ресторанах страны, расположенных вдоль шоссе Портовьехо — Крусита.

## История
Портвьехо был основан Франсиско Пачеко; он, «делая, как ему было приказано, сел на судно в селении под названием Пикаса [Piquaza] и в наилучшем, как ему показалось, месте, основал и заселил город Пуэрто-Вьехо, который тогда назвал городком.
Это был день святого Георгия, 12 марта 1535 года от рождества нашего искупителя Иисуса Христа, и основал его во имя императора Карла, нашего короля и сеньора. Узнав об этом завоевании и заселении капитана Франсиско Пачеко, вышел из Кито Педро де Пуэльес [Pedro de Puelles] со многими испанцами (где проходил также капитан Себастьян де Белалькасар, будучи главным наместником дона Франсиско Писарро), чтобы заселить тот же самый берег Южного моря, и были между одними и другими (как рассказывают) определённые стычки», и город был назван «La Villa Nueva de San Gregorio de Portoviejo».
Одним из самых известных поэтов родившимся в Портовьехо был Висенте Амадор Флор, который написал много поэм о городе.